# Gomorra (serie de televisión)
Gomorra - La serie es una serie de televisión italiana creada por el escritor Roberto Saviano a partir de su novela Gomorra, inspirada a su vez en hechos reales. Las cinco temporadas que forman la serie fueron emitidas inicialmente por Sky Italia (plataforma de satélite) entre 2014 y 2021, si bien otras plataformas y canales se hicieron con los derechos de emisión internacional, entre ellos HBO.
Tal y como sucede con la novela, la historia de Gomorra muestra la problemática asociada a la violencia de la Camorra en los alrededores de Nápoles, a través de la lucha por el tráfico de droga de dos clanes rivales: los Savastano y los Conte. Para la adaptación televisiva se contó con la ayuda del director Stefano Sollima (Romanzo criminale). Además de las cinco temporadas que forman la serie hay una película, El Inmortal, centrada en Ciro di Marzio (Marco D'Amore) y que fue estrenada en 2019. 

## Trama
La historia se centra en el clan camorrista de los Savastano. Su líder, Pietro Savastano, es uno de los boss más respetados y temidos de Secondigliano; está casado con Imma Savastano y tienen un hijo de 20 años, Gennaro, al que todavía ven demasiado joven para suceder al padre. El hombre de confianza de Pietro y amigo de Genny es el lugarteniente Ciro Di Marzio "El Inmortal". La familia rivaliza por el control de los barrios del norte con la banda de Salvatore Conte.
Cada uno de los episodios de Gomorra acerca también a la vida del resto de personajes secundarios que están implicados, de un modo u otro, en la organización. Los protagonistas experimentan una evolución personal a consecuencia de las historias, traiciones y venganzas que viven.
Gomorra refleja aspectos de la organización criminal de la Camorra, tales como el enfrentamiento entre clanes, su impacto en los barrios más desfavorecidos, la compra y distribución de hachís, las ramificaciones en el extranjero y su implicación económica y política. Se denuncian también los métodos de reclutamiento de niños y adolescentes, dispuestos a cumplir cualquier orden con tal de progresar en la mafia.

## Reparto

### Protagonistas
- Pietro Savastano está interpretado por Fortunato Cerlino. Es el jefe del clan Savastano.

- Ciro Di Marzio está interpretado por Marco D'Amore. Apodado "El Inmortal", es un joven lugarteniente que forma parte del clan. Es el hombre de confianza de Pietro y amigo de su hijo, Gennaro Savastano.

- Imma Savastano está interpretada por Maria Pia Calzone. Es la esposa del jefe y también está implicada en el control del clan. Considera que su hijo no ha madurado lo suficiente para sucederle.

- Gennaro Savastano está interpretado por Salvatore Esposito. Apodado "Genny", es el hijo del jefe y quiere sucederle al cargo de la organización criminal.

- Salvatore Conte está interpretado por Marco Palvetti. Es el jefe del clan rival de los Savastano.

### Secundarios
Miembros veteranos del clan Savastano
- Attilio ’o Trovatello (Antonio Milo): el mejor amigo de Ciro Di Marzio.
- Malammore (Fabio De Caro): uno de los hombres más fieles a Pietro.
- Zecchinetta (Massimiliano Rossi)
- Renato Bolletta (Mimmo Esposito): sospechoso de colaborar con la policía.
- ’o Pescivendol (Walter Lippa): tío de Tonino Spiderman, uno de los amigos de Gennaro.
- ’o Baroncino (Gaetano Di Vaio)
- ’o Fringuello (Alfonso Postiglione)
- ’o Zingaro (Giovanni Allocca)

Otros miembros del clan Savastano
- Rosario ’o Nano (Lino Musella): amigo y mano derecha de Ciro Di Marzio.
- Vincenzino Pitbull (Vincenzo Fabricino): amigo de Ciro Di Marzio.
- Aniello l'Africano (Claudio Corinaldesi)
- Alfredo ’a Lisca (Emilio Vacca)
- Centocapelli (Carlo Guitto)

Miembros jóvenes del clan Savastano
- ’o Track (Carmine Monaco): mano derecha de Gennaro.
- Tonino Spiderman (Alessio Gallo): sobrino de ’o Pescivendol.
- Pino (Carmine Battaglia)
- Cardillo (Christian Giroso)
- ’o Pop (Emanuele Vicorito)
- Capaebomb (Giovanni Buselli)

## Producción
El rodaje de Gomorra comenzó en marzo de 2013, con un guion cuyo máximo responsable es Roberto Saviano. La mayoría de los escenarios se encuentran en Nápoles, con otras localizaciones en Roma, Milán, Ferrara y Barcelona (España). La dirección corrió a cargo de Stefano Sollima (responsable de Romanzo criminale), Francesca Comencini y Claudio Cupellini. Para elegir a los actores se organizó un casting que duró casi un año, al cual se presentaron más de 3.000 personas.
El éxito de audiencia de Gomorra motivó la producción de una segunda temporada rodada también en Costa Rica. Fue estrenada el 10 de mayo de 2016.
La tercera temporada de Gomorra se estrenó internacionalmente el 28 de enero de 2018.
La cuarta temporada de la serie se estrenó el 23 de abril de 2019. Rodada entre Nápoles, Bolonia y Londres, en ella el actor Marco D'Amore daba el salto a la dirección de dos episodios.
A pesar de la pandemia de coronavirus la quinta temporada se rodó sin contratiempos a lo largo de 2020 y 2021. El primer episodio se estrenó el 19 de noviembre de 2021.

## Distribución
Sky Italia se encargó de la producción para televisión junto con los estudios Cattleya y Fandango, este último responsable también de la película de 2008. Sky Atlantic estrenó los dos primeros episodios el martes 6 de mayo de 2014. Por su parte, La7 lo ofreció en señal abierta. Sky asegura que se ha distribuido a más de 50 países.
HBO Latin America Group compró los derechos de emisión para Latinoamérica. En España fueron adquiridos por Atresmedia, que emitió la primera temporada en horario estelar a través de La Sexta. Más tarde fue HBO España la encargada de su emisión en España.

## El inmortal: una historia de Gomorra
En 2019 el personaje de Ciro di Marzio, interpretado por Marco D'Amore, dio el salto a la gran pantalla con una película que se centraba en sus orígenes. El actor Marco D'Amore protagonizó y dirigió la película, escrita por algunos de los guionistas de la serie.

## Premios
MIRA Awards
- Mejor Serie de 2014.

71a Mostra del Cinema di Venezia
- Premio Kineo a la revelación del año: Maria Pia Calzone.
- Premio Anna Magnani a la mejor ficción revelación.

Festival de Televisión de Monte-Carlo 2015
- Mejor serie dramática internacional.
- Mejor actor serie dramática.

World Stunt Awards 2017
- Nominación a mejor acción en producción extranjera.